# بوجل
البوجل (بالإنجليزية: Boggle)‏ هي لعبة كلمات اخترعها ألان توروف وقد أخرجتها للسوق شركة باركر المشهورة بالمونوبولي، يسطيع لعب هذه اللعبة شخصين.